# El Rey Arturo (anime)
El Rey Arturo (円卓の騎士物語 燃えろアーサー Entaku no Kishi Monogatari Moero Āsā?, lit. Historia de los caballeros de la mesa redonda: deslumbrante Arturo) es una serie de anime japonés producida por Toei Animation. Está basada en la leyenda del Rey Arturo de Camelot. En España se ha lanzado VHS y DVDs del anime.

## Argumento
La historia comienza cuando Arturo era un bebé y su padre, el rey Uther, gobernaba desde Camelot. Lavik, un rey malvado, ansía conquistar Camelot. Con la protección de una hechicera llamada Medessa, Lavik ataca e incendia el castillo. Uther es asesinado. Arturo es salvado de la muerte por Merlín, quien coloca a Arturo bajo la protección de Héctor, un caballero retirado. Éste cría a Arturo como hijo suyo durante varios años.
Cuando Arturo cumple 15 años, asiste junto con Héctor a una reunión en la que varios reyes intentan extraer una espada sagrada que se encuentra clavada en una roca. Quien lo logre se convertirá en el soberano de Inglaterra. Varios de los asistentes, incluyendo a Lavik, fracasan. Lavik puso al más fuerte de sus soldados a hacer la prueba, pero tampoco tiene éxito. Arturo se ríe de la torpeza del soldado. Molesto, Lavik ordena a Arturo a sacar la espada, de lo contrario será decapitado. Arturo lo consigue fácilmente. En ese momento, Héctor revela a Arturo su verdadera identidad. 
Posteriormente, Merlín le dice a Arturo que debe hallar el Santo Escudo para vencer a Lavik y Medessa y así reconstruir el reino. Arturo decide viajar. En el camino, Arturo conoce a cuatro caballeros jóvenes llamados Lancelot, Tristán, Perceval y Galahad, quienes lo acompañan en la búsqueda del Santo Escudo. Durante el trayecto ellos ayudan a la gente afligida y someten algunos bandidos.

## Personajes principales
Fuentes: Anime News Network y eldoblaje.com.
| Personaje                           | Seiyū             | Actor de doblaje (España) | Actor de doblaje (Hispanoamérica)                        |
| ----------------------------------- | ----------------- | ------------------------- | -------------------------------------------------------- |
| Arturo (アーサー Āsā?)              | Akira Kamiya      | Julia Gallego             | Javier Pontón (primera voz) David Estuardo (segunda voz) |
| Lancelot (ランスロット Ransurotto?) | Tesshō Genda      | Dionisio Macías           | Alberto Vidaurri                                         |
| Tristán (トリスタン Torisutan?)     | Makio Inoue       | Antonio Lara              | Helgar Pedrini                                           |
| Galahad (ガラハッド Garahaddo?)     | Michie Kita       | Glòria Roig               | n.d.                                                     |
| Perceval (パーシバル Paashibaru?)   | Daisuke Gōri      | n.d.                      | Ignacio Campero                                          |
| Ginebra (ギネビア?)                 | Keiko Han         | Nuria Doménech            | Denise Lebre                                             |
| Kay (ケイ?)                         | Hideyuki Tanaka   | Joan Pera                 | Helgar Pedrini                                           |
| Héctor (エクター?)                  | Ichirō Nagai      | Jesús Ferrer              | n.d.                                                     |
| Merlín (マーリン?)                  | Yasuo Hisamatsu   | Fernando Ulloa            | n.d.                                                     |
| Lavik                               | Banjō Ginga       | Claudi García             | n.d.                                                     |
| Pellinore (ペリノア Perinoa?)       | Toshio Furukawa   | Antonio García Moral      | n.d.                                                     |
| Uther (ユーゼル?)                   | Hidekatsu Shibata | José María Angelat        | n.d.                                                     |
| Igraine (イグレイン?)               | Akiko Tsuboi      | Consuelo Vives            | n.d.                                                     |
| Medessa (メデッサ Medessa?)         | Kazuko Yanaga     | Marta Martorell           | n.d.                                                     |
| Caballero Verde                     | Yasuo Hisamatsu   | Salvador Vives            | n.d.                                                     |
| Arzobispo                           | Kōhei Miyauchi    | Joan Borràs               | n.d.                                                     |

## Contenido

### Anime
El rey Arturo fue transmitido en Japón entre el 9 de septiembre de 1979 y el 30 de marzo de 1980. Cada uno de los 30 capítulos tiene una duración de media hora.

### Lista de Episodios
| #  | Título                                                                                                   | Estreno                  |
| -- | --- | ------------------------ |
| 01 | «La afortunada aventura de Arturo» «Fuuunji Aasaa» (風雲児アーサー)                                      | 9 de septiembre de 1979  |
| 02 | «Brilla la estrella de Camelot» «Kagayake kyamerotto no hoshi» (輝けキャメロットの星)                    | 16 de septiembre de 1979 |
| 03 | «Lancelot, El caballero del lago» «Mizuumi no kishi Ransurotto» (湖の騎士 ランスロット)                  | 23 de septiembre de 1979 |
| 04 | «Tristan, el caballero del arpa» «Tategoto no kishi Torisutan» (竪琴の騎士 トリスタン)                   | 30 de septiembre de 1979 |
| 05 | «Galahad, el chico valiente» «Yuuki aru shounen Garahaddo» (勇気ある少年ガラハッド)                      | 7 de octubre de 1979     |
| 06 | «La espada Escálibur» «Shinken Ekusukaribaa» (神剣エクスカリバー)                                        | 14 de octubre de 1979    |
| 07 | «Percival, el hombre llamado Lanza» «Yari no meijin Paashibaru» (槍の名人パーシバル)                     | 21 de octubre de 1979    |
| 08 | «Los cinco caballeros jóvenes» «5 nin no wakaki kishitachi» (5人の若き騎士たち)                          | 28 de octubre de 1979    |
| 09 | «Perinoa, el zorro negro» «Kuroi kitsune Perinoa» (黒い狐ペリノア)                                       | 4 de noviembre de 1979   |
| 10 | «Un príncipe dentro de las llamas» «Honoo no naka no ouji» (炎の中の王子)                                | 11 de noviembre de 1979  |
| 11 | «La colina de un caballero que florece» «Hanasaki keru kishi dou no oka» (花咲ける騎士道の丘)            | 18 de noviembre de 1979  |
| 12 | «El guerrero rubio» «Kinpatsu no senshi fiine» (金髪の戦士フィーネ)                                      | 25 de noviembre de 1979  |
| 13 | «Batalla con la bruja oscura» «Ankoku majo to no tatakai» (暗黒魔女との闘い)                             | 2 de diciembre de 1979   |
| 14 | «La tierra natal de la ira (I)» «Ikari no furusato (zenpen)» (怒りの故里（前編）)                        | 9 de diciembre de 1979   |
| 15 | «La tierra natal de la ira (II)» «怒りの故里（後編）» (Ikari no furusato (Kohen))                        | 16 de diciembre de 1979  |
| 16 | «La lanza del terror» «Kyoufu no yarishiai» (恐怖の槍試合)                                               | 23 de diciembre de 1979  |
| 17 | «El caballero maldito que viene del infierno» «Jigoku kara kita noroi no kishi» (地獄から来た呪いの騎士) | 30 de diciembre de 1979  |
| 18 | «¡Guerra! Protejamos la fortaleza» «Gekisen! Kono toride o mamore» (激戦！この砦を守れ)                  | 6 de enero de 1980       |
| 19 | «Florecen flores en el desierto» «Arano ni saku hana» (荒野に咲く花)                                     | 13 de enero de 1980      |
| 20 | «¡Escucha! Los pasos de papá» «Hibike! chichi no ashioto» (響け！父の足音)                               | 20 de enero de 1980      |
| 21 | «Los cinco rojos» «Akai yuuhi no go nin» (赤い夕陽の五人)                                                | 27 de enero de 1980      |
| 22 | «El misterio en el castillo de la bruja» «Majo no shiro no nazo» (魔女の城の謎)                          | 3 de febrero de 1980     |
| 23 | «El monstruo de la montaña Adras» «Adorasu yama no kaijuu» (アドラス山の怪獣)                            | 10 de febrero de 1980    |
| 24 | «¡Aquí está el escudo sagrado!» «Seinaru tate wa koko ni!» (聖なる盾はここに！)                          | 17 de febrero de 1980    |
| 25 | «¡Derrota a la bruja Medessa!» «Majo Medessa o taose!» (魔女メデッサを倒せ！)                            | 24 de febrero de 1980    |
| 26 | «¿El final de Rabik, el príncipe diabólico?» «Aku ou Rabikku no saigo?» (悪王ラビックの最後？)           | 2 de marzo de 1980       |
| 27 | «El emisario del infierno» «Jigoku kara no shisha» (地獄からの使者)                                      | 9 de marzo de 1980       |
| 28 | «La verdadera identidad del caballero Docro» «Dokuro kishi no shoutai» (ドクロ騎士の正体)                | 16 de marzo de 1980      |
| 29 | «La nieve roja maldita» «Noroi no akai yuki» (呪いの赤い雪)                                              | 23 de marzo de 1980      |
| 30 | «¡Choque! La batalla final» «Gekitou! Saigo no tatakai» (激闘！最後のたたかい)                           | 30 de marzo de 1980      |

### Temas musicales
Canciones de apertura:
- Kibō yo sore wa (希望よそれは?), intérpretes: Isao Sasaki y Kourogi '73.[2]
- Ō no Naka no Ō, intérpretes: Mitsuko Horie y Koorogi '73.[2]

Canciones de cierre:
- Hana no naka no hana (花のなかの花?), intérpretes: Mitsuko Horie y Kourogi '73.[2]
- Kibō yo sore wa, intérpretes: Isao Sasaki y Koorogi '73.[2]

### Secuela
En 1980 salió una segunda parte llamada Moero Āsā Hakuba no Ōji.

### Doblaje al español
El estudio DOVI de Barcelona realizó el doblaje en 1983 para España. La canción de apertura fue doblada por Jordi Vila; mientras que la de cierre fue por Manolita Domínguez, respetando la música original japonesa.
ZIV International, Inc. produjo para Hispanoamérica el doblaje en español. Se hizo en el estudio Intersound, Inc., en Los Ángeles, Estados Unidos. Memo Aguirre interpretó la canción de apertura de la serie.

### Adaptación al manga
El anime fue adaptado a varias historietas de manga por Telebi Magazine (テレビマガジン), Terebi Land (テレビランド) y Bouken-Oh (冒険王). Satomi Mikuriya (御厨さと美) y Mic Mac Production crearon la adaptación para Bouken-Oh.